# Ultima casă pe stânga
Ultima casă pe stânga (titlu original: The Last House on the Left) este un film american de groază din 1972 regizat de Wes Craven (debut regizoral). Rolurile principale au fost interpretate de actorii Sandra Peabody, Lucy Grantham, David Hess și Fred J. Lincol.
Craven s-a inspirat din filmul din 1960 al lui Ingmar Bergman, Izvorul fecioarei (Jungfrukällan), inspirat la rândul său din balada suedeză Töres döttrar i Wänge.
A fost refăcut în 2009, ca Ultima casă pe stânga, în regia lui Dennis Iliadis.

## Distribuție
- Sandra Peabody - Mari Collingwood
- Lucy Grantham - Phyllis Stone
- David A. Hess - Krug Stillo
- Fred Lincoln - Fred 'Weasel' Podowski
- Jeramie Rain - Sadie
- Marc Sheffler - Junior Stillo
- Eleanor Shaw[12] (credited - Cynthia Carr) - Estelle Collingwood
- Richard Towers[12] (credited - Gaylord St. James) - Dr. John Collingwood
- Marshall Anker - Sheriff
- Martin Kove - Deputy Harry
- Ada Washington - Ada
- Steve Miner (nemenționat) - Hippie Taunting Deputy